# Brandon Sutter
Pour les articles homonymes, voir Sutter.
Brandon Sutter (né le 14 février 1989 à Huntington, État de New York aux États-Unis) est un joueur professionnel canadien de hockey sur glace.

## Carrière de joueur
Il est né aux États-Unis alors que son père, Brent Sutter, évoluait pour les Islanders de New York. Il évolue depuis quelques saisons avec les Rebels de Red Deer dans la Ligue de hockey de l'Ouest. Il eut l'occasion d'y jouer en compagnie d'un de ses cousins, Brett Sutter.
Il participe avec l'équipe LHOu au Défi ADT Canada-Russie en 2006 et 2007.
Il est repêché par les Hurricanes de la Caroline en 2007.
Après trois saisons avec les Penguins de Pittsburgh, il est échangé avec un choix de troisième ronde  aux Canucks de Vancouver contre Nick Bonino, le défenseur Alex Clendening et un  choix de deuxième ronde. Le 4 août 2015 il signe un contrat de 5 ans de 4.2 millions de dollars avec sa nouvelle équipe, les Canucks de Vancouver.

## Statistiques de carrière

### En club
| Saison     | Équipe                      | Ligue      |     | Saison régulière | Saison régulière | Saison régulière | Saison régulière | Saison régulière |   | Séries éliminatoires | Séries éliminatoires | Séries éliminatoires | Séries éliminatoires | Séries éliminatoires |
| Saison     | Équipe                      | Ligue      | PJ  | B                | A                | Pts              | Pun              | PJ               | B | A                    | Pts                  | Pun                  |                      |                      |
| 2004-2005  | Optimist Rebels de Red Deer | AMHL       | 34  | 4                | 16               | 20               | 28               | -                | - | -                    | -                    | -                    |                      |                      |
| 2004-2005  | Rebels de Red Deer          | LHOu       | 7   | 0                | 2                | 2                | 8                | 7                | 1 | 4                    | 5                    | 2                    |                      |                      |
| 2005-2006  | Rebels de Red Deer          | LHOu       | 68  | 22               | 24               | 46               | 36               | -                | - | -                    | -                    | -                    |                      |                      |
| 2006-2007  | Rebels de Red Deer          | LHOu       | 71  | 20               | 37               | 57               | 54               | 7                | 0 | 3                    | 3                    | 14                   |                      |                      |
| 2007-2008  | Rebels de Red Deer          | LHOu       | 59  | 26               | 23               | 49               | 38               | -                | - | -                    | -                    | -                    |                      |                      |
| 2007-2008  | River Rats d'Albany         | LAH        | 7   | 1                | 1                | 2                | 2                | 7                | 0 | 2                    | 2                    | 4                    |                      |                      |
| 2008-2009  | River Rats d'Albany         | LAH        | 22  | 4                | 8                | 12               | 6                | -                | - | -                    | -                    | -                    |                      |                      |
| 2008-2009  | Hurricanes de la Caroline   | LNH        | 50  | 1                | 5                | 6                | 16               | -                | - | -                    | -                    | -                    |                      |                      |
| 2009-2010  | River Rats d'Albany         | LAH        | 7   | 1                | 3                | 4                | 2                | -                | - | -                    | -                    | -                    |                      |                      |
| 2009-2010  | Hurricanes de la Caroline   | LNH        | 72  | 21               | 19               | 40               | 2                | -                | - | -                    | -                    | -                    |                      |                      |
| 2010-2011  | Hurricanes de la Caroline   | LNH        | 82  | 14               | 15               | 29               | 25               | -                | - | -                    | -                    | -                    |                      |                      |
| 2011-2012  | Hurricanes de la Caroline   | LNH        | 82  | 17               | 15               | 32               | 21               | -                | - | -                    | -                    | -                    |                      |                      |
| 2012-2013  | Penguins de Pittsburgh      | LNH        | 48  | 11               | 8                | 19               | 4                | 15               | 2 | 1                    | 3                    | 0                    |                      |                      |
| 2013-2014  | Penguins de Pittsburgh      | LNH        | 81  | 13               | 13               | 26               | 12               | 13               | 5 | 2                    | 7                    | 2                    |                      |                      |
| 2014-2015  | Penguins de Pittsburgh      | LNH        | 80  | 21               | 12               | 33               | 14               | 5                | 1 | 1                    | 2                    | 2                    |                      |                      |
| 2015-2016  | Canucks de Vancouver        | LNH        | 20  | 5                | 4                | 9                | 2                | -                | - | -                    | -                    | -                    |                      |                      |
| 2016-2017  | Canucks de Vancouver        | LNH        | 81  | 17               | 17               | 34               | 12               | -                | - | -                    | -                    | -                    |                      |                      |
| 2017-2018  | Canucks de Vancouver        | LNH        | 61  | 11               | 15               | 26               | 8                | -                | - | -                    | -                    | -                    |                      |                      |
| 2018-2019  | Canucks de Vancouver        | LNH        | 26  | 4                | 2                | 6                | 6                | -                | - | -                    | -                    | -                    |                      |                      |
| 2019-2020  | Canucks de Vancouver        | LNH        | 44  | 8                | 9                | 17               | 25               | 17               | 1 | 5                    | 6                    | 4                    |                      |                      |
| 2020-2021  | Canucks de Vancouver        | LNH        | 43  | 9                | 3                | 12               | 2                | -                | - | -                    | -                    | -                    |                      |                      |
| Totaux LNH | Totaux LNH                  | Totaux LNH | 770 | 152              | 137              | 289              | 149              | 50               | 9 | 9                    | 18                   | 8                    |                      |                      |

## Carrière internationale
Il représente le Canada au niveau international. Il a participé aux sélections jeunes.
| Année | Compétition                  |   | PJ | B | A | Pts | Pun           |  | Résultat |
| 2006  | Championnat du monde -18 ans | 7 | 2  | 0 | 2 | 2   | 4e place      |  |          |
| 2007  | Championnat du monde -18 ans | 6 | 1  | 1 | 2 | 2   | 4e place      |  |          |
| 2008  | Championnat du monde junior  | 7 | 0  | 1 | 1 | 2   | Médaille d'or |  |          |

## Parenté dans le sport
Il fait partie de la famille Sutter qui comprend:
- Son père : Brent, ancien joueur et entraîneur-chef des Devils du New Jersey.
- Ses oncles : Brian, Darryl, Duane, Rich et Ron, tous anciens joueurs et pour certains entraîneurs.
- Ses cousins : Brett Sutter,Shaun Sutter et Brody Sutter, joueurs actifs.